# Nilsiä
Nilsiä este o fostă comună din Finlanda.